# Peperomia contraria
Peperomia contraria är en pepparväxtart som beskrevs av William Trelease. Peperomia contraria ingår i släktet peperomior, och familjen pepparväxter. Inga underarter finns listade i Catalogue of Life.